# Onomastus kanoi
Onomastus kanoi là một loài nhện trong họ Salticidae.
Loài này thuộc chi Onomastus. Onomastus kanoi được Hirotsugu Ono miêu tả năm 1995.

## Hình ảnh

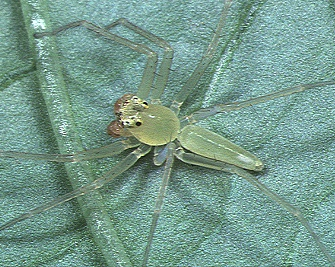